# Плёйм, Фемке
Фемке Плёйм (нидерл. Femke Pluim, род. 10 мая 1994, Гауда, Южная Голландия) — нидерландская прыгунья с шестом, участница летних Олимпийских игр 2016 года. Пятикратная чемпионка Нидерландов (2015—2017, 2020—2021), трёхкратная чемпионка Нидерландов в помещении (2015, 2016, 2020), обладательница двух национальных рекордов.

## Биография и карьера
Училась в De Haagse Hogeschool и Luzac College Leiden.
Начала заниматься прыжками с шестом в 2011 году, перейдя в лёгкую атлетику из гимнастики. В 2012 году стала бронзовым призёром чемпионата Нидерландов в помещении. Дебютировала на международной арене в 2013 году на чемпионате Европы среди юниоров в Риети, где стала серебряным призёром. В 2016 году на своей дебютной Олимпиаде не прошла в финал, заняв в квалификации 29 место.

## Основные результаты
| Год  | Соревнования                    | Место проведения         | Место  | Результат |
| ---- | ------------------------------- | ------------------------ | ------ | --------- |
| 2013 | Чемпионат Европы среди юниоров  | Риети, Италия            | 2      | 4,25 м    |
| 2015 | Чемпионат Европы в помещении    | Прага, Чехия             | 16 (q) | 4,30 м    |
| 2015 | Чемпионат Европы среди молодёжи | Таллин, Эстония          | 4      | 4,25 м    |
| 2015 | Чемпионат мира                  | Пекин, Китай             | 21 (q) | 4,30 м    |
| 2016 | Чемпионат Европы                | Амстердам, Нидерланды    | 6      | 4,45 м    |
| 2016 | Летние Олимпийские игры         | Рио-де-Жанейро, Бразилия | 29 (q) | 4,15 м    |
| 2017 | Командный чемпионат Европы      | Лилль, Франция           | 5      | 4,35 м    |
| 2018 | Чемпионат Европы                | Берлин, Германия         | 25 (q) | 4,20 м    |